# Raintime
Raintime est un groupe de death metal mélodique et power metal italien, originaire de Pordenone, Friuli-Venezia Giulia. Formé en 1999, le groupe compte au total trois albums studio — Tales from Sadness (2005), Flies and Lies (2007) et Psychromatic (2010) — avant sa séparation en 2012.

## Biographie
Le groupe est formé en 1999 à Pordenone, Friuli-Venezia Giulia. La même année, le groupe enregistre sa première démo intitulée Jump in the Past.
Le premier album du groupe, Tales from Sadness, est publié en 2005. Il se démarque rapidement, principalement par son originalité et ses morceaux progressifs, nettement plus reconnaissables sur l'album Flies and Lies par son alternance entre les passages brutaux et mélodiques ainsi que par ses variations régulières du rythme et du style de chant. En janvier 2007, le groupe annonce sa signature au label Lifeforce Records. Ils y publient leur album Flies and Lies, le 21 août 2007. L'album est enregistré et produit en été 2006 aux Jailhouse Studios au Danemark par Tommy Hansen (Helloween, Pretty Maids) et fait participer Jacob Bredahl (Hatesphere) et Lars F. Larsen (Manticora). En mai la même année, le groupe signe un contrat de distribution avec le label Bieler Bros Records. En juillet 2007, Raintime publie le clip de la chanson Rolling Chances, issue de Flies and Lies.
En avril 2009, Raintime publie une nouvelle chanson intitulée One Day sur sa page MySpace. Deux mois plus tard, en juin 2009, le groupe annonce l'enregistrement d'une suite de Flies and Lies qui comprendra douze nouvelles chansons originales ; elles seront enregistrées en août la même année aux Remaster Studios (Italie) et mixées et masterisées par Logan Mader (Machine Head, Soulfly, Medication) aux Undercity Recordings de Los Angeles aux États-Unis. L'album sera publié via Lifeforce Records en Europe, Replica Records en France, Soundholic Records au Japon, et Bieler Bros Records en Amérique du Nord et au Royaume-Uni. Ce troisième album, finalement intitulé Psychromatic, est publié le 16 mars 2010. Le 27 mai 2012, le groupe annonce sa séparation à cause de trop grandes instabilités dans la formation.

## Membres

### Derniers membres
- Claudio Coassin - claviers (1999-2005), chant (1999-2012)
- Enrico Fabris - batterie (2002-2012)
- Andrea Corona - claviers, samples (2005-2012)
- Daniele « Acido » Bressa - guitare solo (2009-2012)
- Dario Battiston - basse (2010-2012)
- Ivan Odorico - guitare (2010-2012)

### Anciens membres
- Michele Colussi - basse (1999-2010)
- Matteo Barzan - batterie (1999-2002)
- Matteo Di Bon - guitare (1999-2010)
- Francesco Rossi - guitare (1999-2002)
- Giovanni Buora - guitare (2002-2003)
- Luca Michael Martina - guitare (2004-2009)
- Carlo Nadalin - guitare (session) (2004)